# Turon
Turon és una població dels Estats Units a l'estat de Kansas. Segons el cens del 2000 tenia 436 habitants.

## Demografia
Segons el cens del 2000, Turon tenia 436 habitants, 177 habitatges, i 115 famílies. La densitat de població era de 366 habitants/km².
Dels 177 habitatges en un 30,5% hi vivien nens de menys de 18 anys, en un 54,8% hi vivien parelles casades, en un 9% dones solteres, i en un 34,5% no eren unitats familiars. En el 30,5% dels habitatges hi vivien persones soles el 18,6% de les quals corresponia a persones de 65 anys o més que vivien soles. El nombre mitjà de persones vivint en cada habitatge era de 2,46 i el nombre mitjà de persones que vivien en cada família era de 3,11.
Per edats la població es repartia de la següent manera: un 28,7% tenia menys de 18 anys, un 7,8% entre 18 i 24, un 22,2% entre 25 i 44, un 20,6% de 45 a 60 i un 20,6% 65 anys o més.
L'edat mediana era de 38 anys. Per cada 100 dones de 18 o més anys hi havia 85,1 homes.
La renda mediana per habitatge era de 21.429 $ i la renda mediana per família de 26.000 $. Els homes tenien una renda mediana de 21.750 $ mentre que les dones 19.500 $. La renda per capita de la població era d'11.197 $. Entorn del 14,7% de les famílies i el 19,3% de la població estaven per davall del llindar de pobresa.

## Poblacions properes
El següent diagrama mostra les poblacions més properes.